# Trombolyse
Trombolyse (også kendt som fibrinolyse) betyder opløsning (lysis) af en blodprop (trombe) og bruges som betegnelse for en medicinsk behandling der gives til patienter med blodpropper i fx hjernen, hjertet eller i lungerne. Det virker ved at stimulere nedbrydningen af blodproppens fibrin ved at give en infusion af en analog til tPA (tissue plasminogen activator), som er det protein i blodet, der normalt aktiverer plasmin.

## Farmakologi
Produkterne der bruges ved trombolyse blev tidligere udvundet fra en modificeret type af streptokok bakterier, men bliver nu i højere grad fremstillet af genmodificerede bakterier. De genmodificerede bakterier har fået indsat DNA materiale, så de kan danne en kunstig kopi af det tPA protein, som findes i blodet hos mennesker.
De præparater der anvendes klinisk i Danmark pr. marts 2013 er (handelsnavne er anført i parentes):
- Udvundet fra streptokok bakterier:
  - Streptokinase (Streptase®)
- Rekombinante produkter:
  - Alteplase (Actilyse®)
  - Reteplase (Rapilysin®)
  - Renecteplase (Metalyse®)

### Farmadynamik
En blodprop dannes ved at blodpladerne klæber sammen til en klump, samtidig med at der via koagulationsprocessen dannes fibrin. Fibrin er et ikke-vandopløseligt protein, som danner et netværk og holder sammen på blodproppen, så den ikke falder fra hinanden. 

Normalt sikrer denne mekanisme, at huller på blodårer hurtigt bliver lukket, så blødninger kan stoppes. Når blodproppen har udtjent sit formål udskilles enzymet tPA (tissue plasminogen activator), som omdanner det inaktive plasminogen i blodet til plasmin. Plasmin vil herefter begynde at nedbryde fibrinnetværket og få blodproppen til at gå i opløsning.
Ved trombolyse er det denne, naturlige proces, som man søger at fremskynde ved at tilfører tPA tidligere end normalt. Derved bliver plasminet i blodet aktiveret med det samme og blodproppen blive opløst inden det påvirkede væv dør.

### Anvendelse
Trombolyse anvendes ved:
- Akut myokardieinfarkt (AMI, blodprop i hjertet), hvor det ikke er muligt at foretage en ballonudvidelse. Skal gives inden for 12 timer.
- Lungeemboli (blodprop i lungen), hvis der er hæmodynamisk påvirkning og embolektomi ikke er muligt.
- Apopleksi (blodprop i hjernen), ved symptomvarighed under 4½ time.
- Blodpropper i arme eller ben. Her sprøjtes medicinen ind i blodet via et kateter lige ved blodproppen.
- Rekanalisering af tilstoppede intravenøse adgange eller arteriovenøse shunts.

### Kontraindikationer
Trombolyse bør ikke bruges hos patienter med:
- Aktiv blødning eller nylig blødning fra mavetarmkanalen eller ukendt blødningssted.
- Efter traume éller efter nylig kirurgi.
- Ved vedvarende forhøjet blodtryk, som ikke umiddelbart kan sænkes.
- Ved svær lever- eller nyresvigt.
- Ved malign grundlidelse.

## Eksterne kilder og henvisninger
- Fibrinolytika
- Guydon & Hall. "Textbook of medical physiology", Saunders 2005.